# 민진주 (가수)
민진주(1988년 8월 12일 ~ )은 대한민국의 가수이며, 대전광역시에서 외동딸로 태어났다.

## 경력
- 2018년 싸이클린 배 제3회 WBCA 뷰티페스티벌 홍보대사
- 2018년 국제반려동물문화축제 홍보대사

## 수상
- 2019년 한국을 빛낸 사람들대상 문화예술부문 최우수 인기 가수대상
- 2018년 위대한 한국인 100인 대상 최우수 한류가수 대상
- 2018년 국제참예술인대상

## 데뷔
- 2012년 싱글 앨범 "오빠가 짱이야"

## 음반
- 2018년 어즈버
- 2017년 좋아요
- 2012년 오빠가 짱이야